# Prinz-William-Sund
Der Prinz-William-Sund (englisch Prince William Sound) ist ein Meeresarm im Golf von Alaska mit knapp 5000 km Küstenlinie, östlich der Kenai-Halbinsel. 
Im Osten, Norden und Westen wird sie umrahmt von den Chugach Mountains. Zwischen Bucht und offenem Meer erstreckt sich auf 80 km Länge die Insel Montague Island. Der größte Hafen im Sund ist Valdez, der südliche Endpunkt der Trans-Alaska-Pipeline. Weitere Orte am Sund sind Cordova im Osten und Whittier im Westen. Die bis zu 80 m hohe Eisfront des Columbia-Gletschers, dem größten angrenzenden Eisfeld, mündet auf einer Länge von 10 km im Norden in die Bucht.
George Vancouver gab dem Sund 1778 nach Prince William Henry, dem Herzog von Clarence, dem späteren König Wilhelm IV., seinen Namen. 

## Katastrophen
Am 27. März 1964 forderte das sogenannte Karfreitagsbeben 131 Menschenleben und richtete Schäden in Höhe von 500 Millionen Dollar an. Das Beben mit einer Stärke von 9,2 und einer Dauer von vier Minuten war das bis dato stärkste in den USA. Die Orte Valdez und Chenega wurden durch den dem Beben folgenden Tsunami fast vollständig zerstört, ebenso die Häfen von Valdez und Cordova.
Am 24. März 1989 lief der Öltanker Exxon Valdez am Bligh Reef auf Grund, nachdem er den Hafen von Valdez verlassen hatte, und löste damit eine große Umweltkatastrophe im Sund aus. 40.000 Tonnen Rohöl verseuchten 2000 km Küste und töteten hunderttausende Fische, Seevögel und andere Tiere. Die Spuren des Unglücks sind heute zwar nicht mehr zu sehen, Flora und Fauna haben sich aber noch immer nicht völlig erholt. Aufgrund der niedrigen Wassertemperaturen dauert der biologische Abbau der schädlichen Inhaltsstoffe des Erdöls länger als in subtropischen oder gemäßigten Breiten. Dazu kommt, dass nur begrenzt Wasseraustausch mit dem offenen Ozean stattfindet (hohe Wassererneuerungszeit).

## Bildergalerie

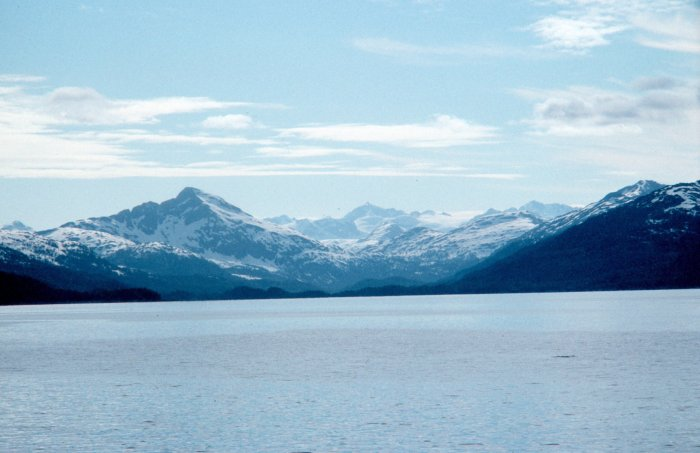
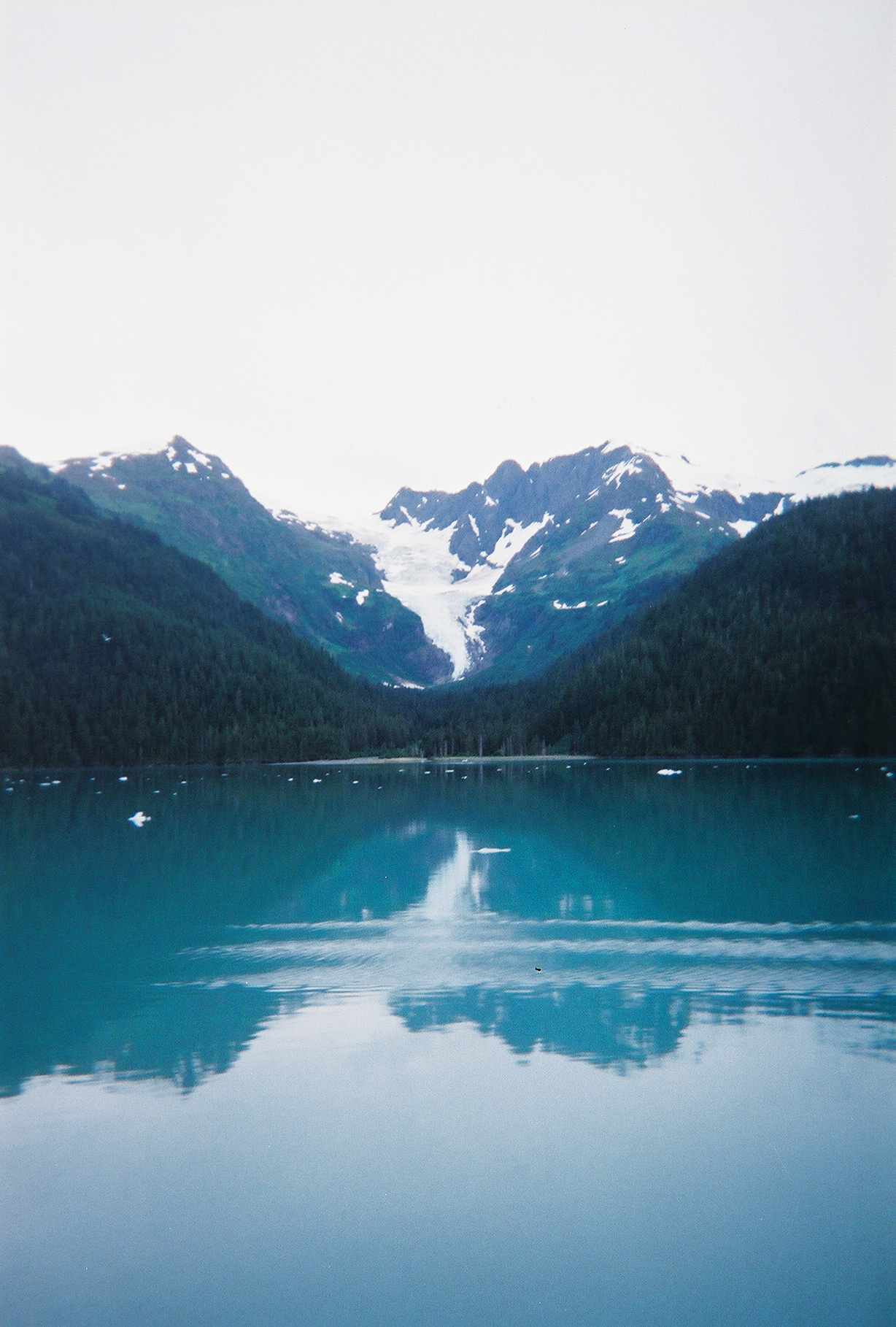
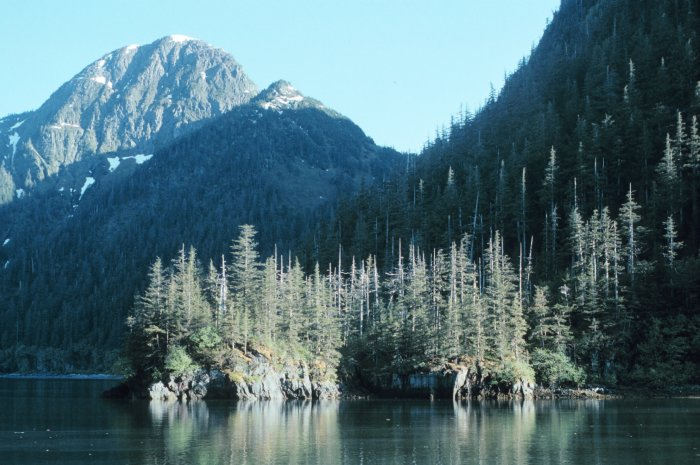
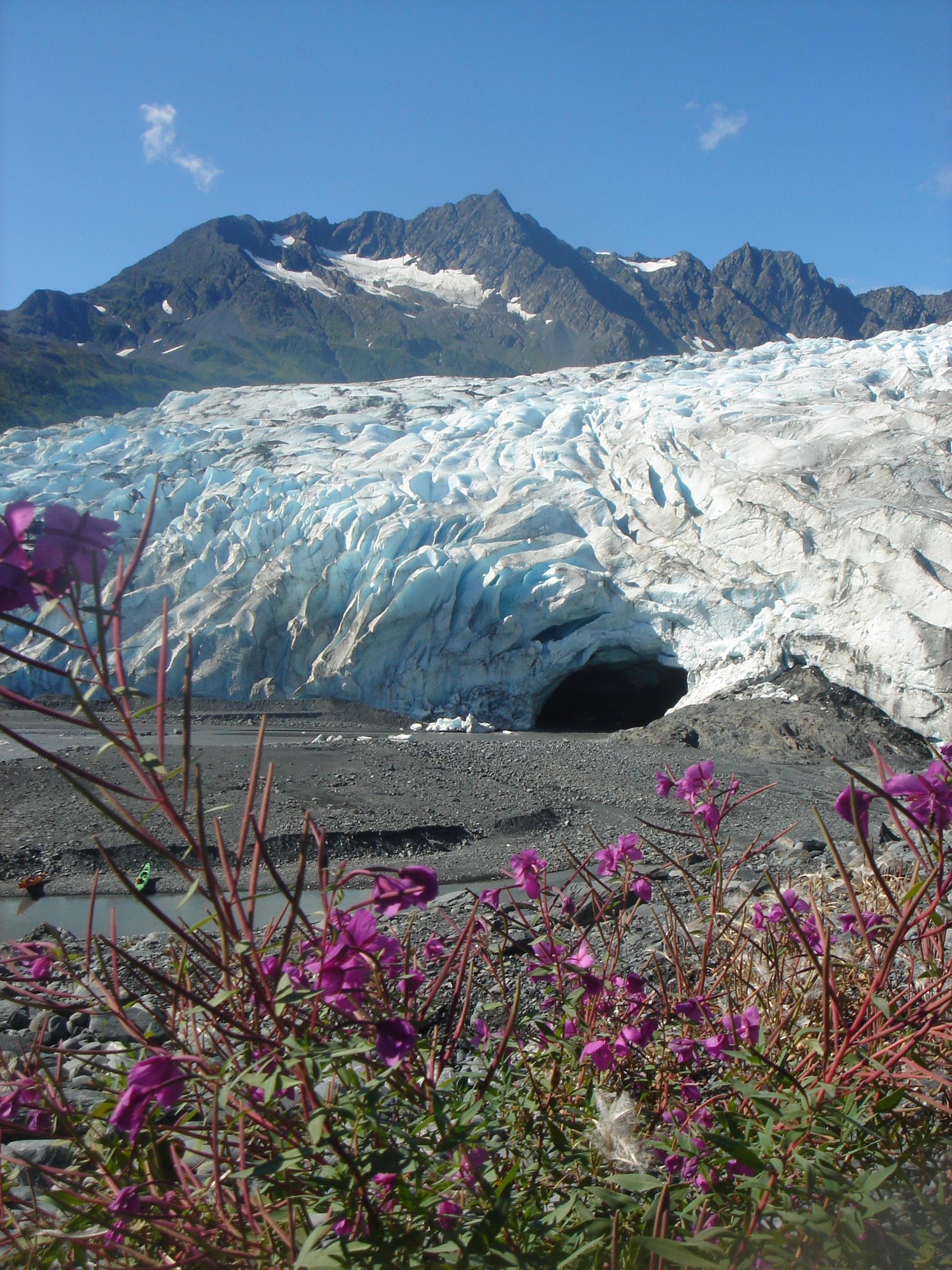
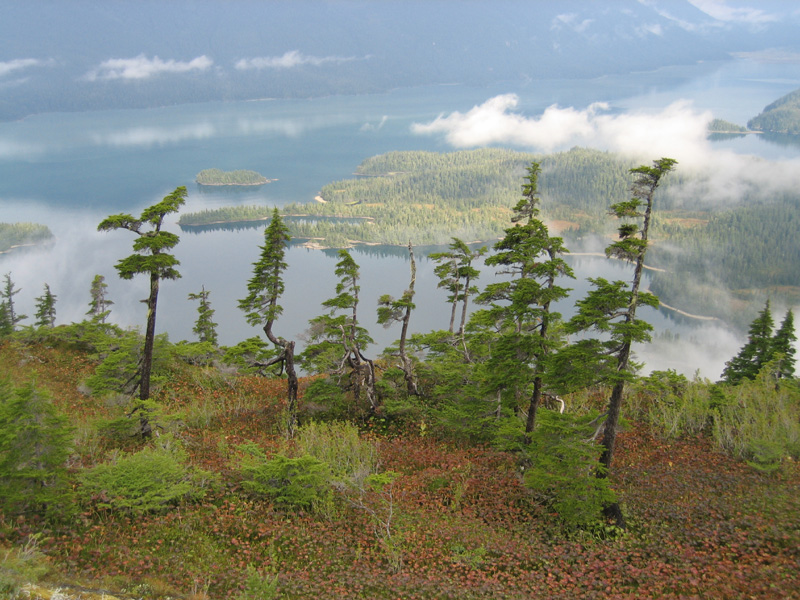